# Llista de peixos d'Ucraïna

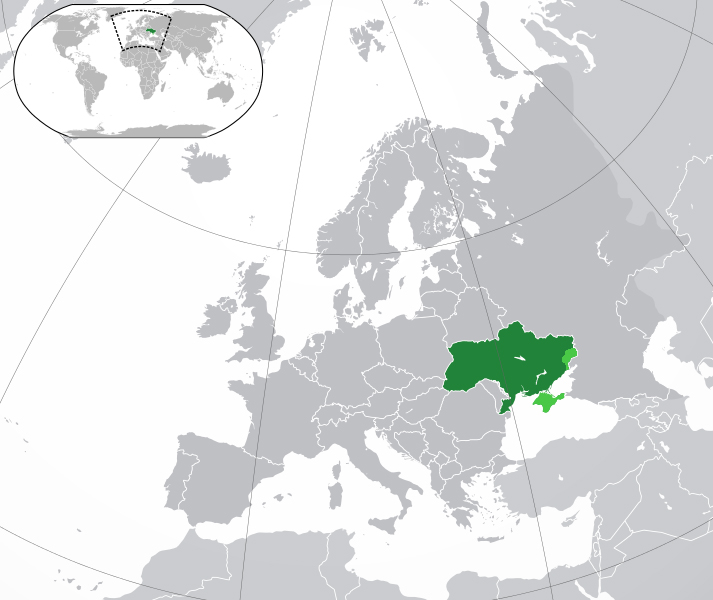
Localització d'Ucraïna a Europa

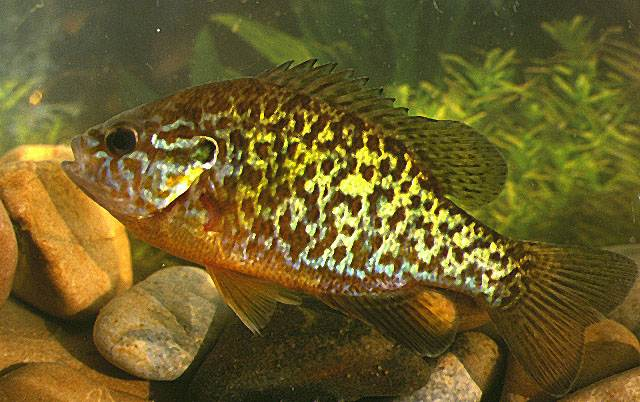
Peix sol (Lepomis gibbosus)

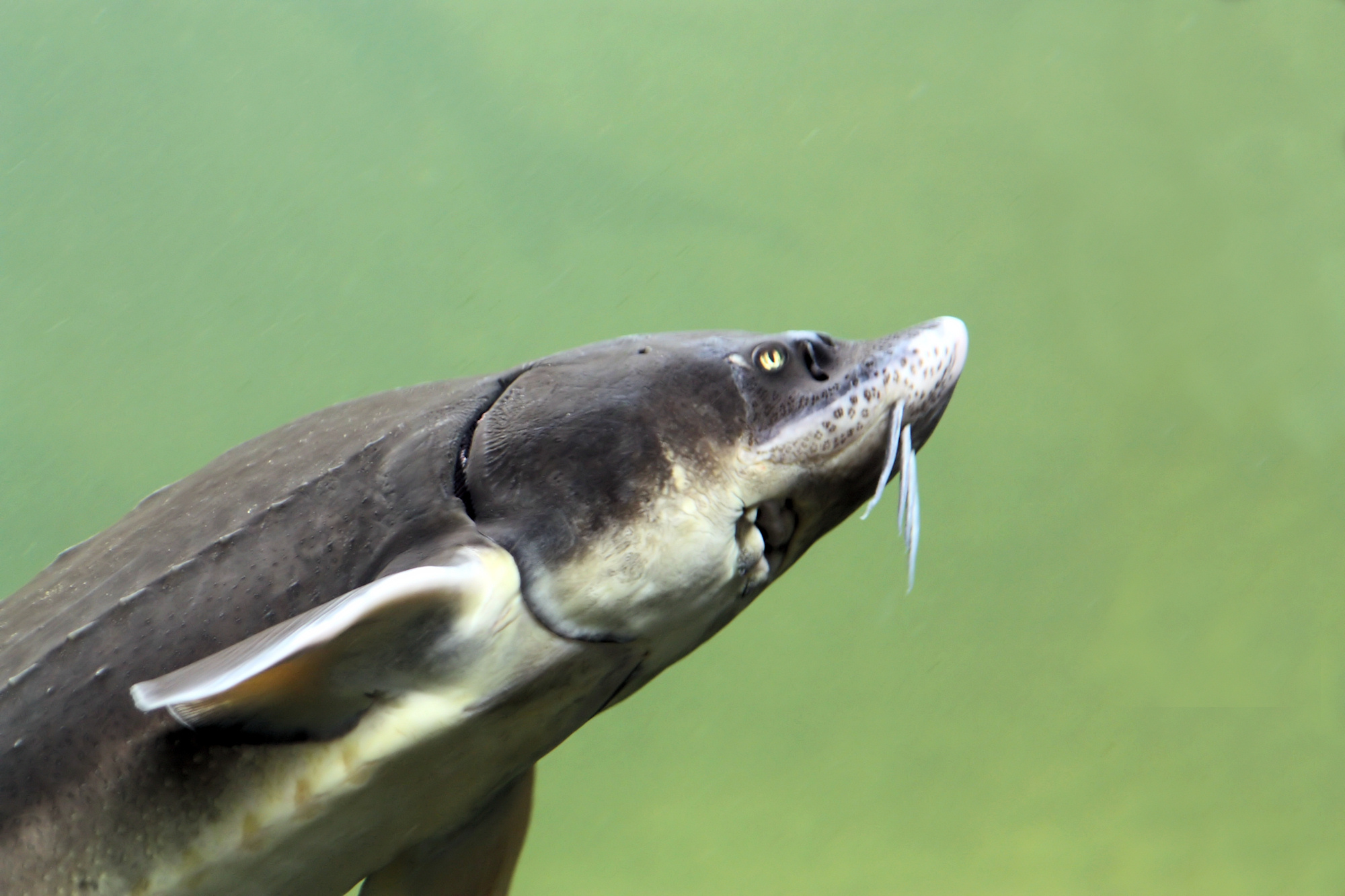
Acipenser gueldenstaedtii

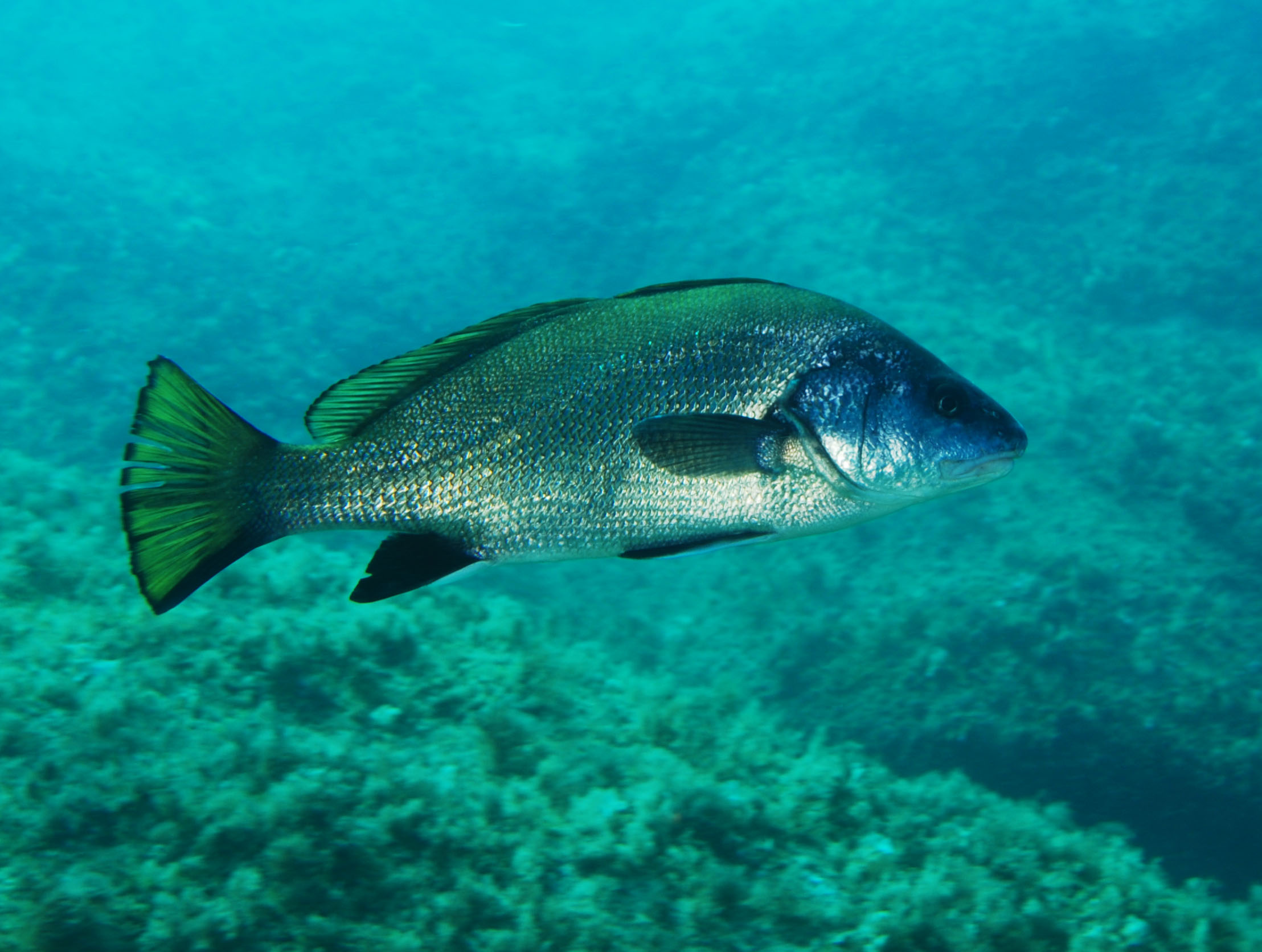
Corball de roca (Sciaena umbra)

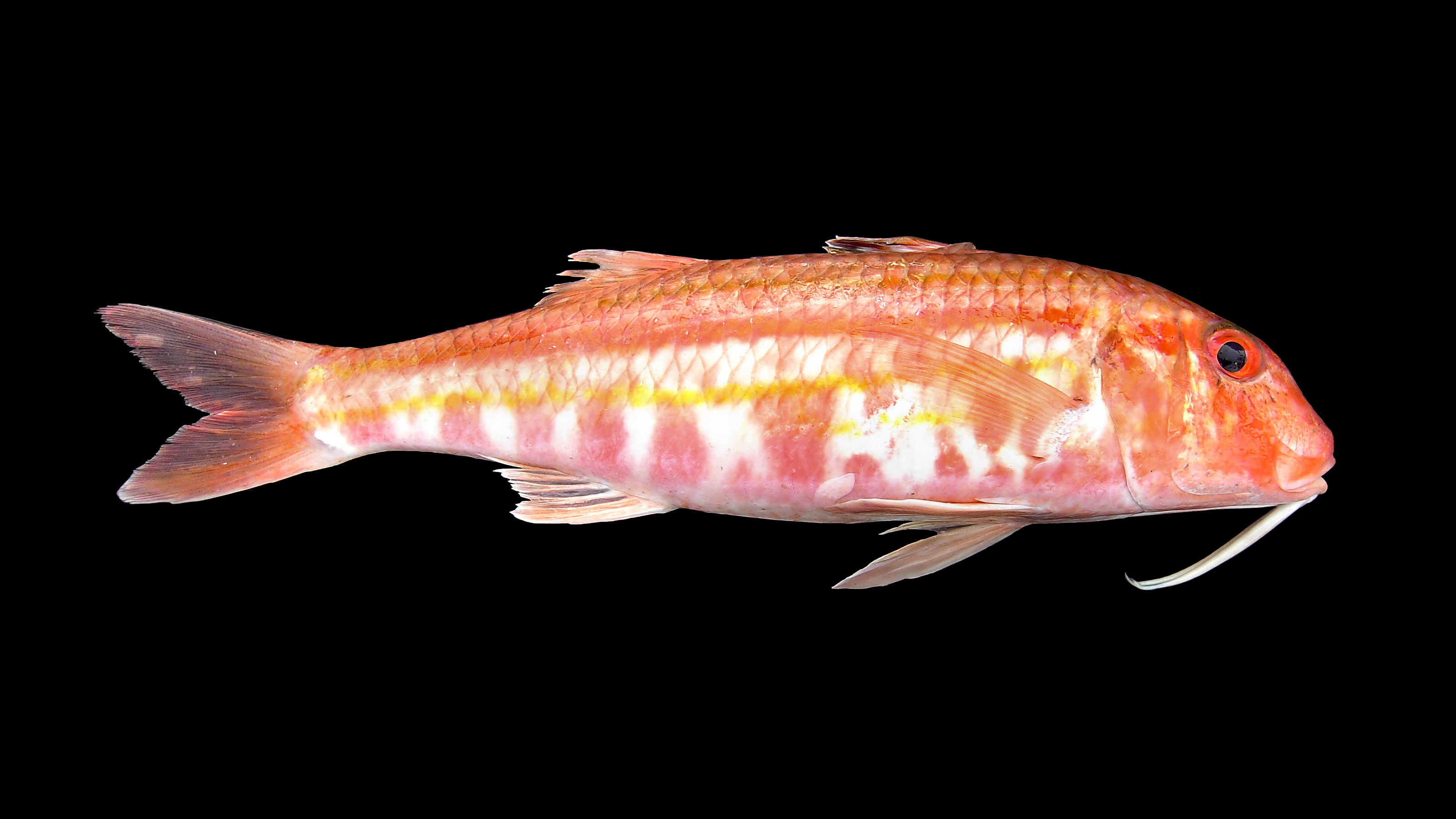
Moll de roca (Mullus surmuletus)

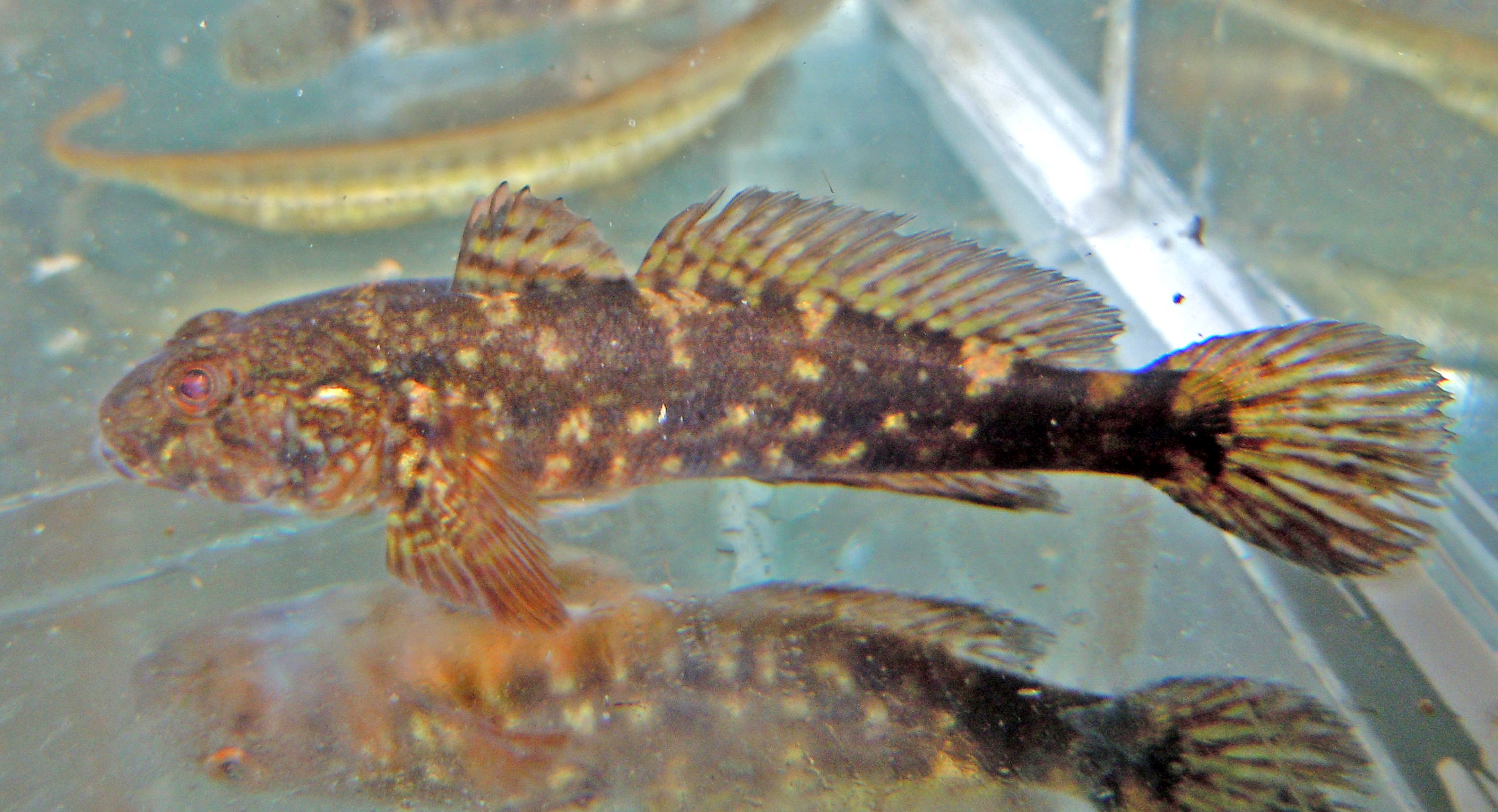
Ponticola cephalargoides

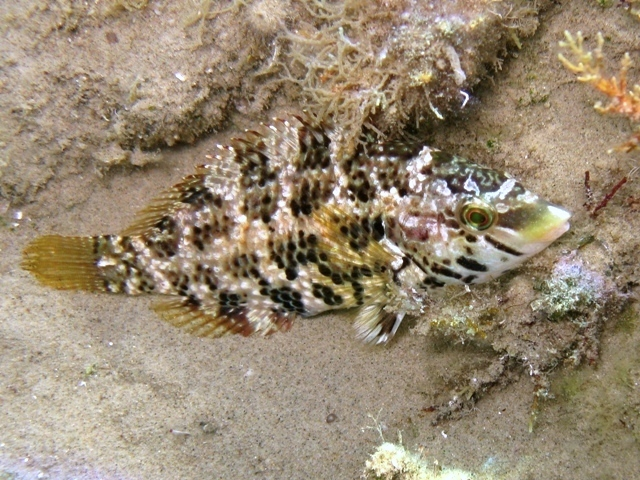
Roquer verd (Symphodus roissali)

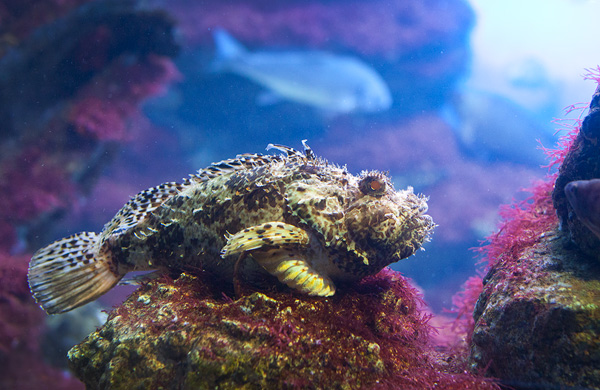
Escórpora fosca (Scorpaena porcus)

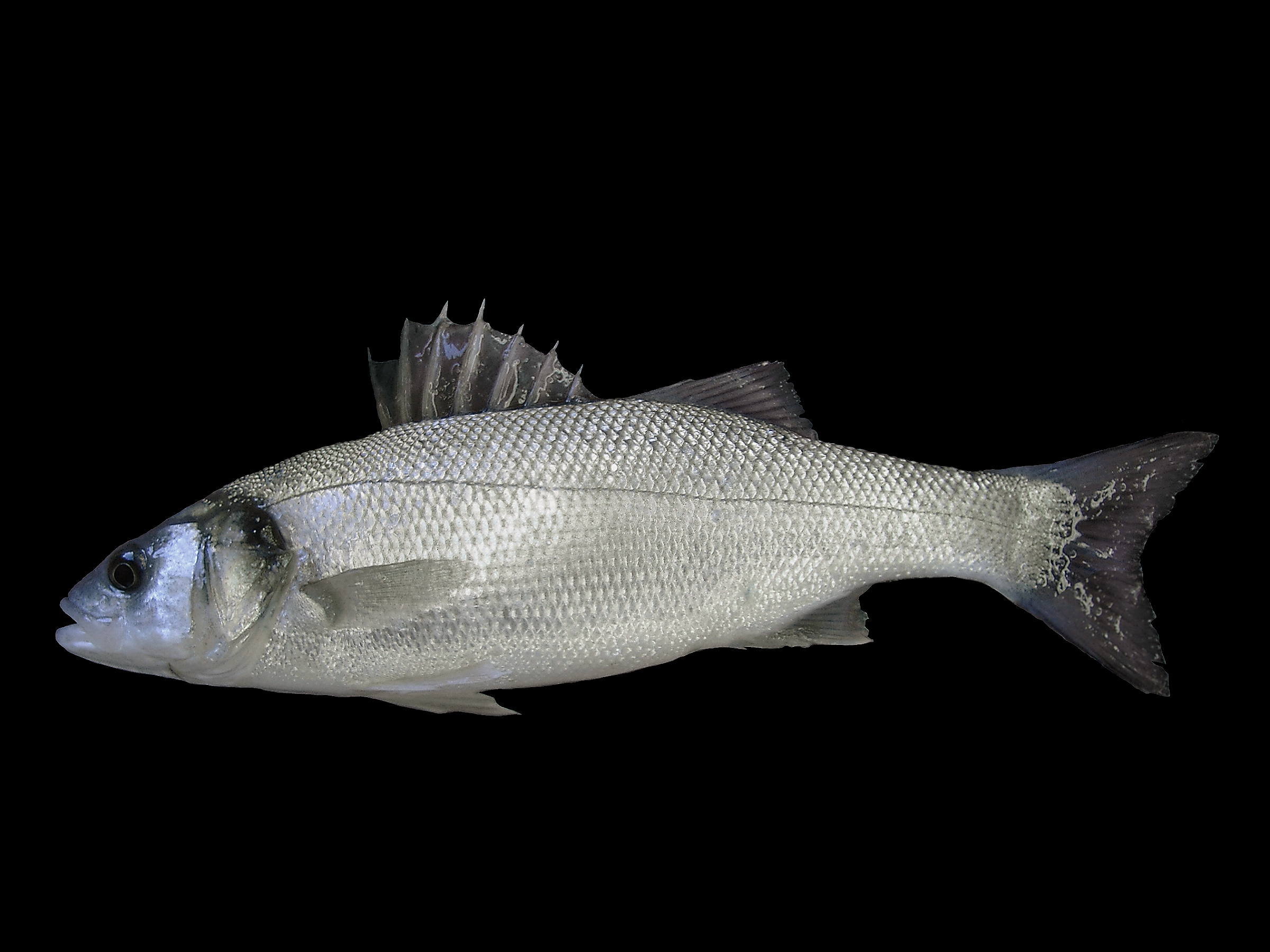
Llobarro (Dicentrarchus labrax)

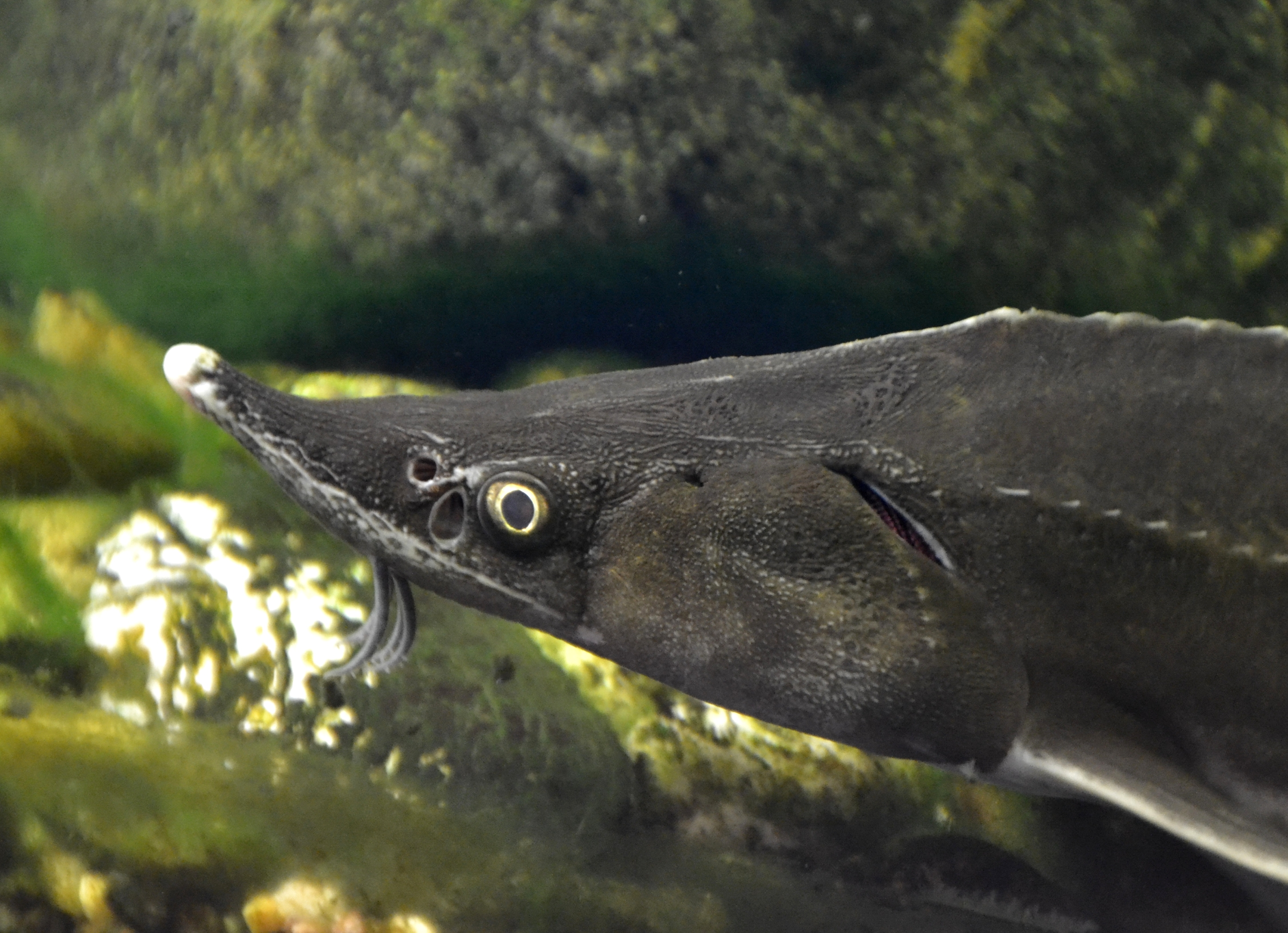
Esterlet (Acipenser ruthenus)

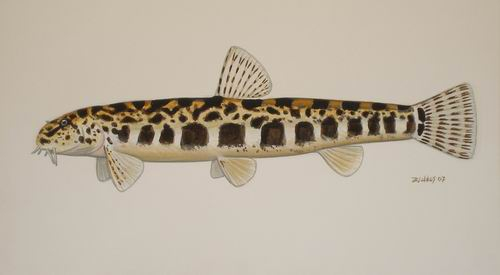
Sabanejewia aurata

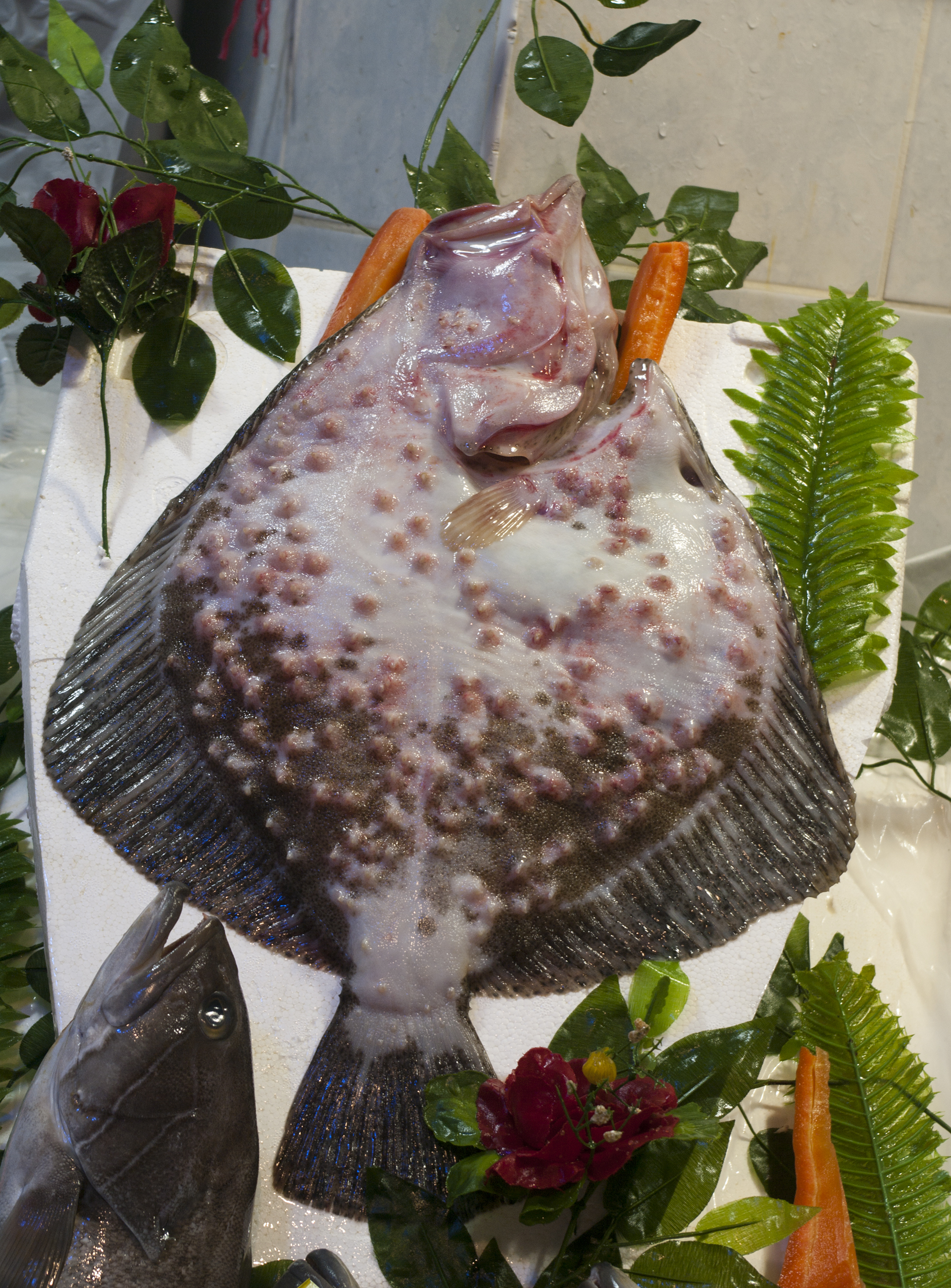
Scophthalmus maeoticus

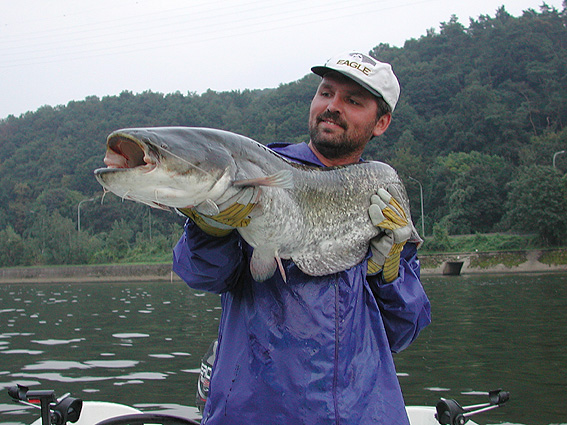
Silur (Silurus glanis)

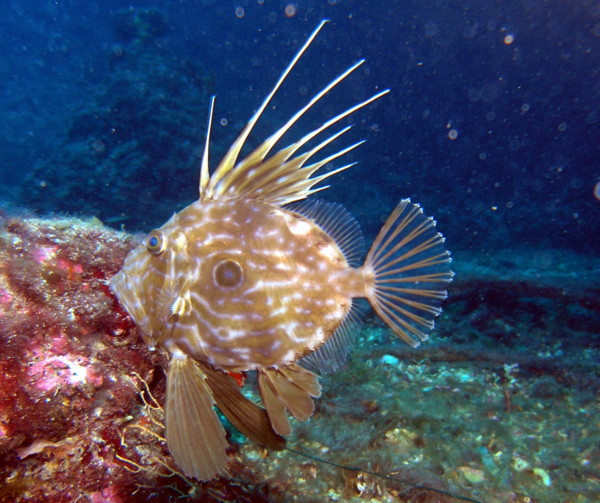
Gall (Zeus faber)

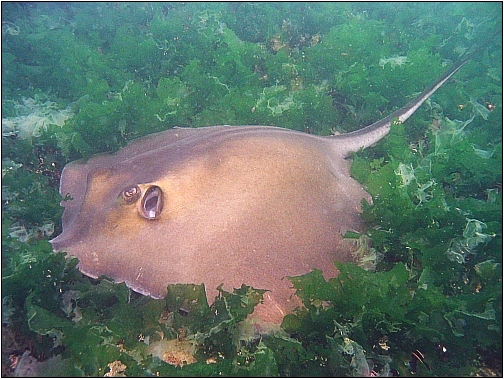
Escurçana (Dasyatis pastinaca)

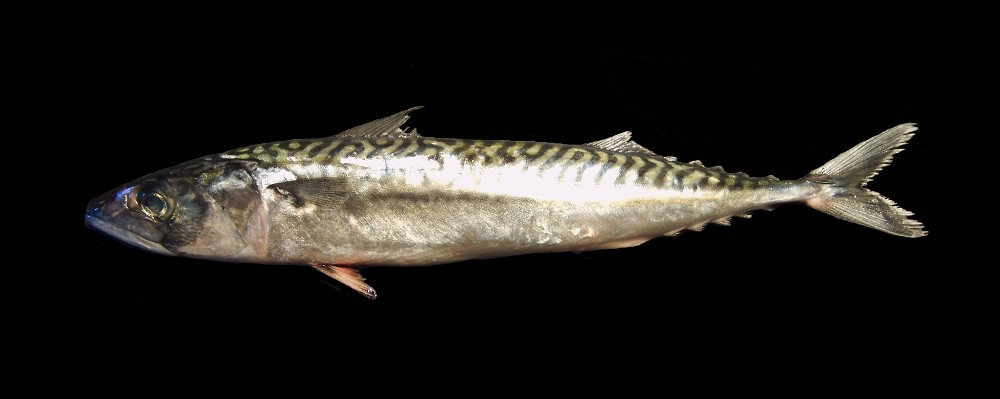
Verat (Scomber scombrus)

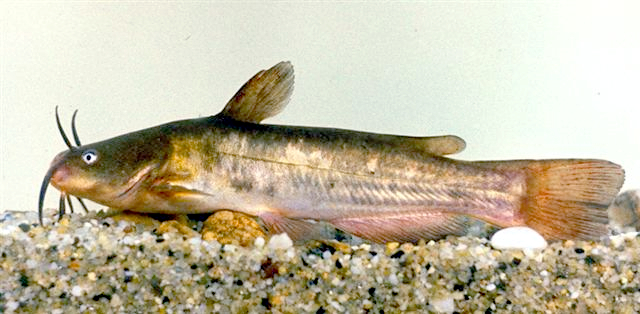
Peix gat bru (Ameiurus nebulosus)

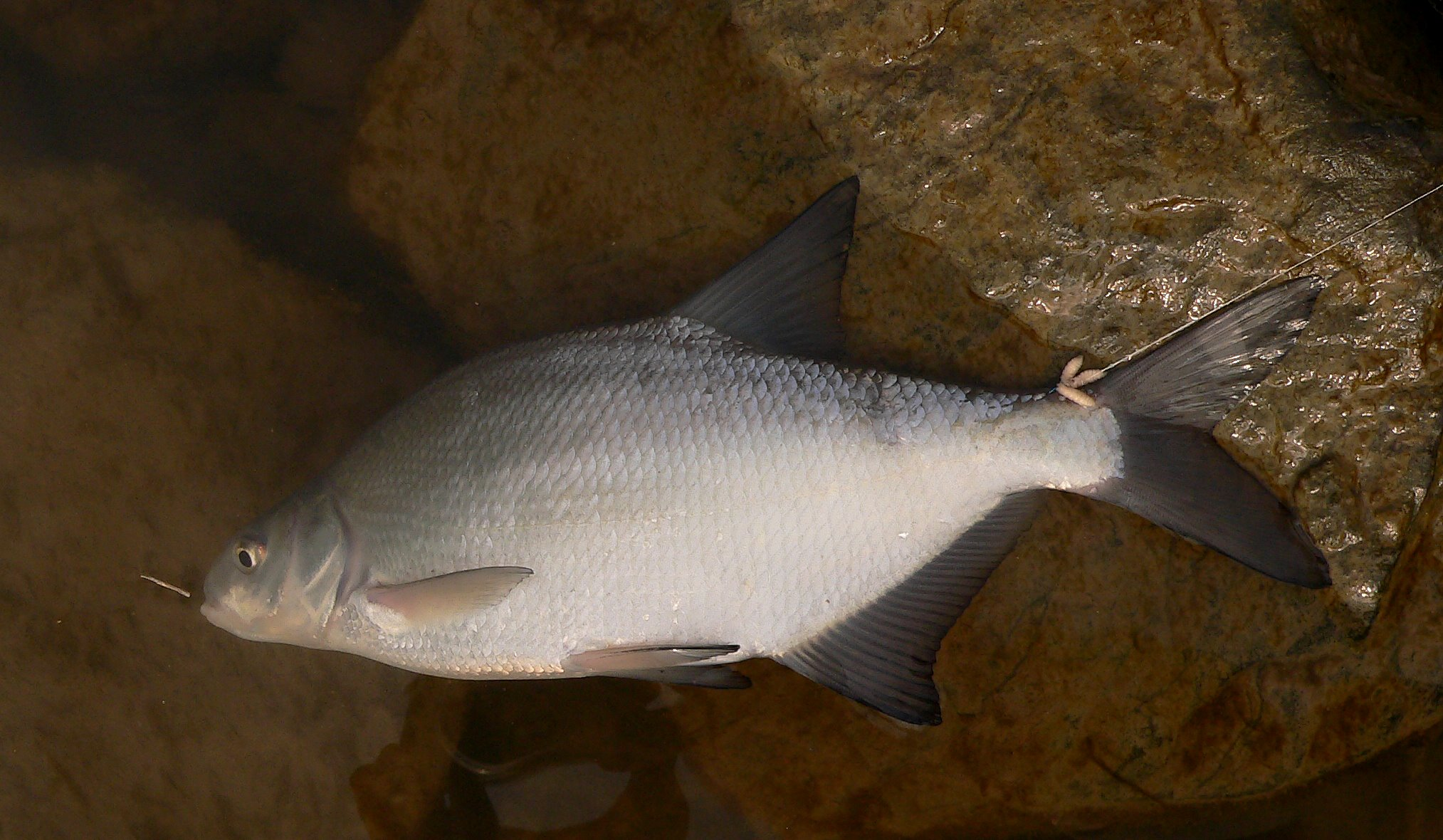
Brema (Abramis brama)

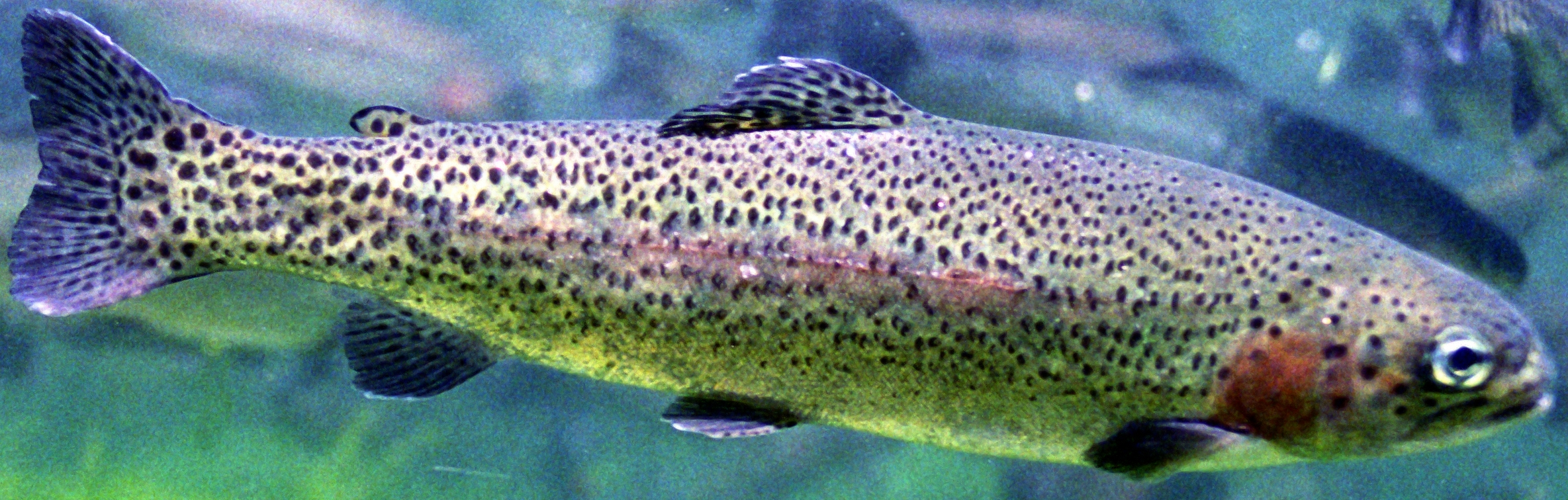
Truita arc de Sant Martí (Oncorhynchus mykiss)

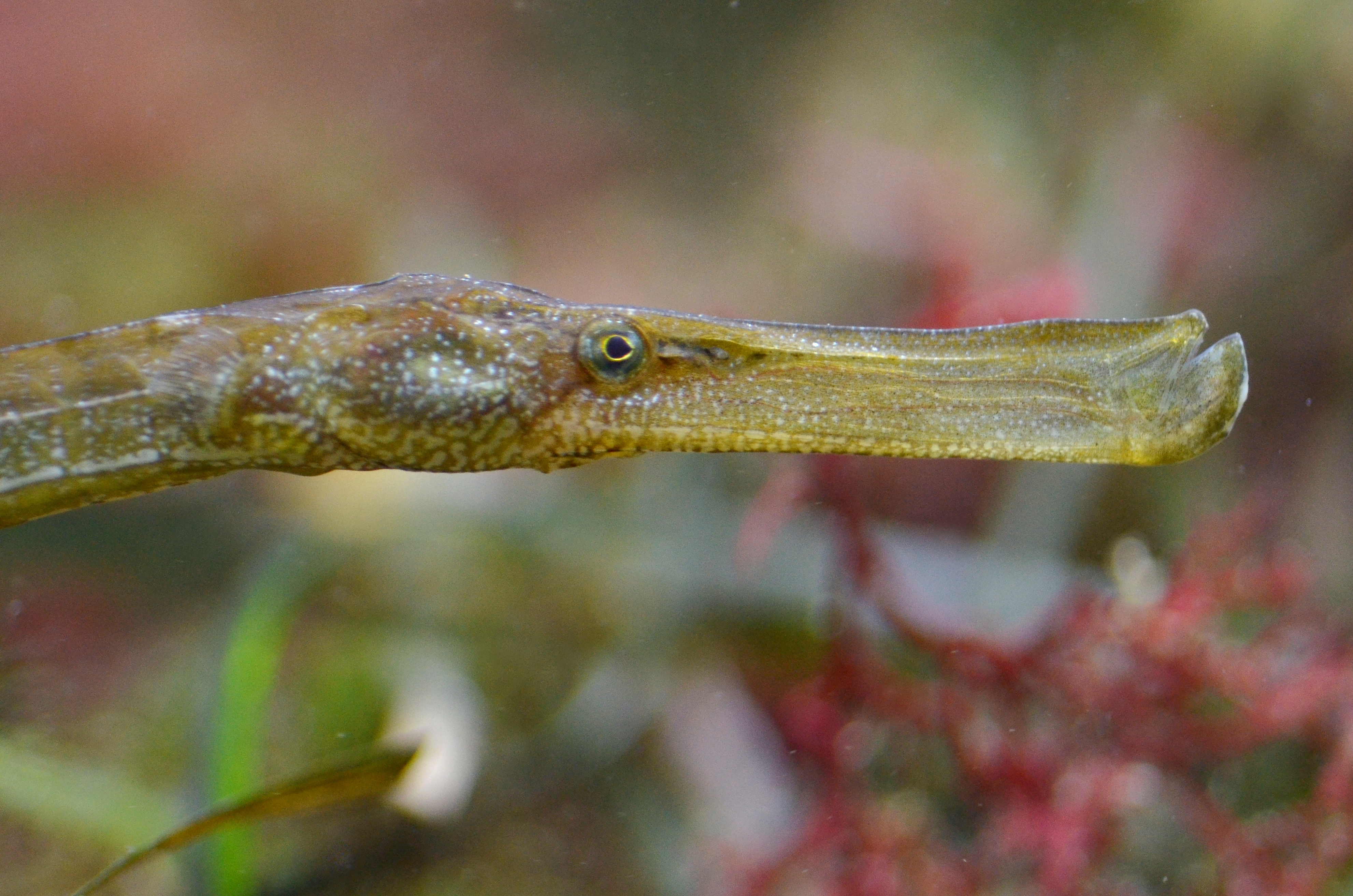
Serpentí (Syngnathus typhle)

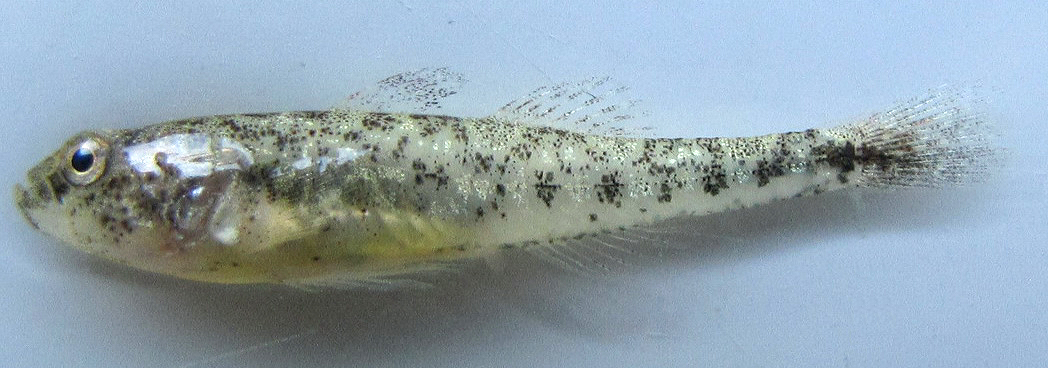
Knipowitschia caucasica

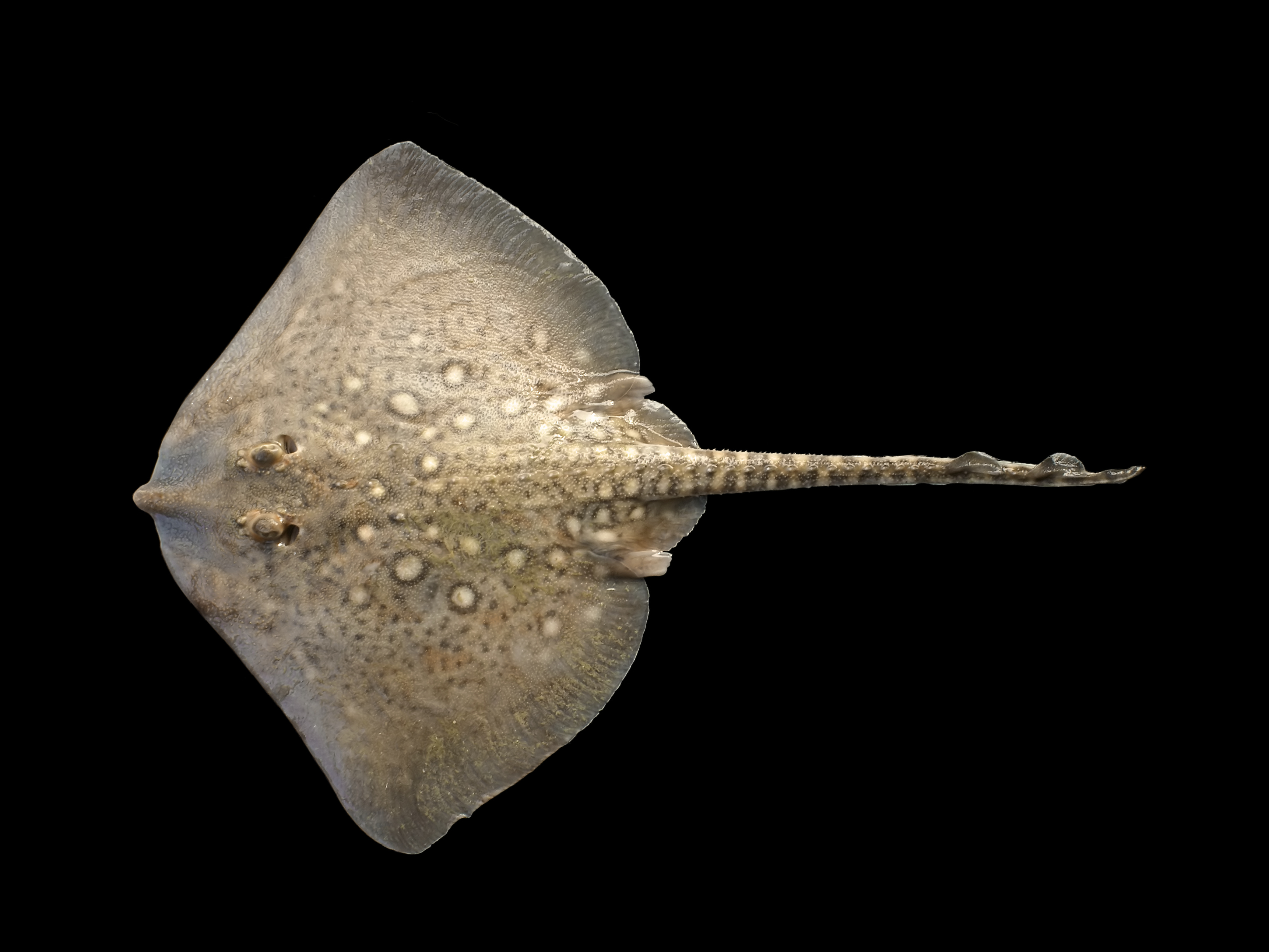
Clavellada (Raja clavata)

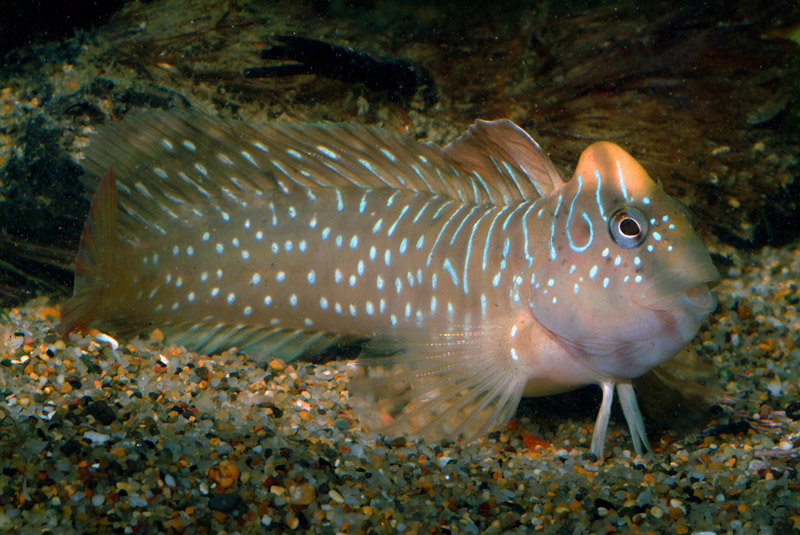
Bavosa de bassa (Salaria pavo)

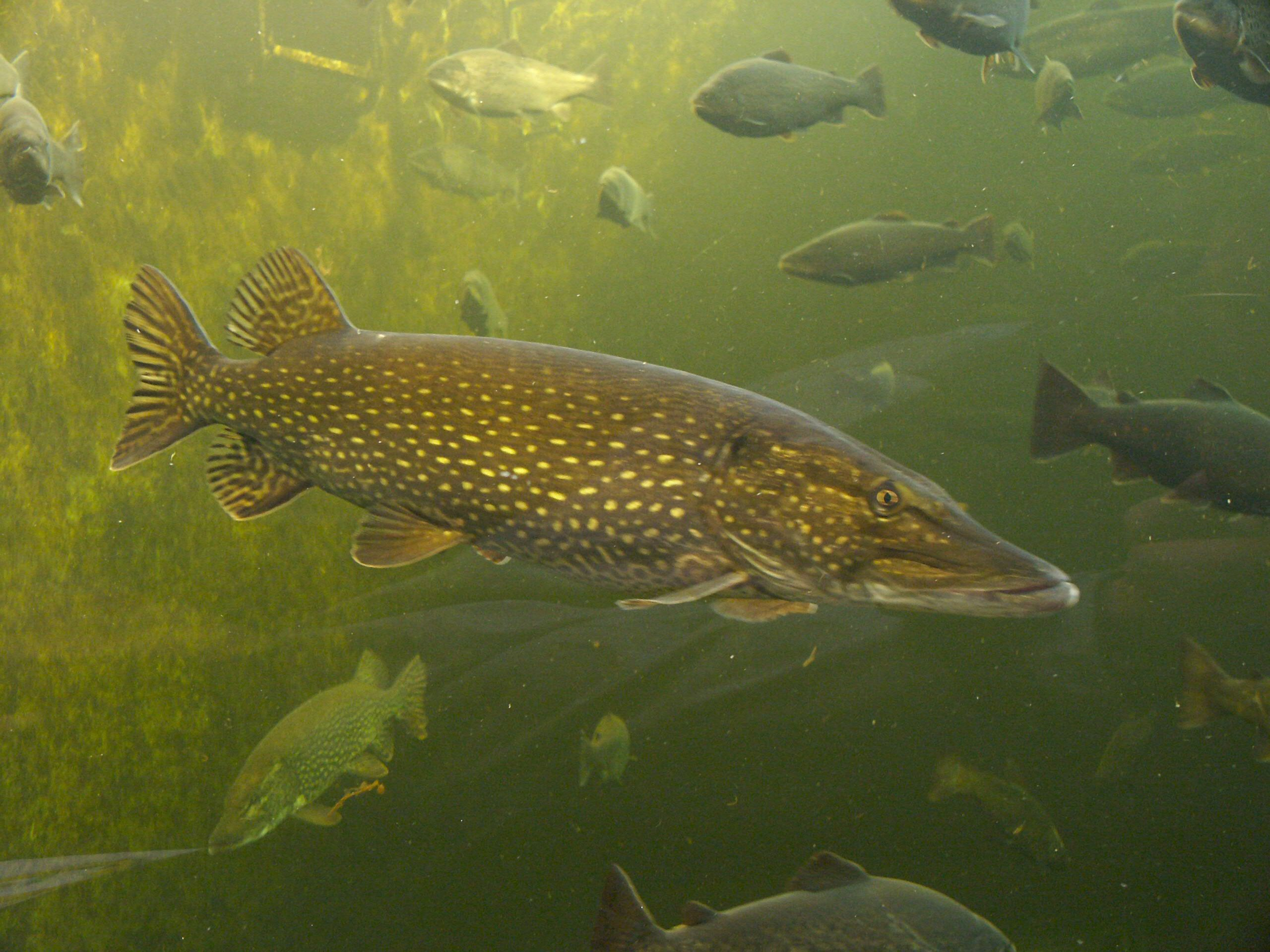
Lluç de riu (Esox lucius)

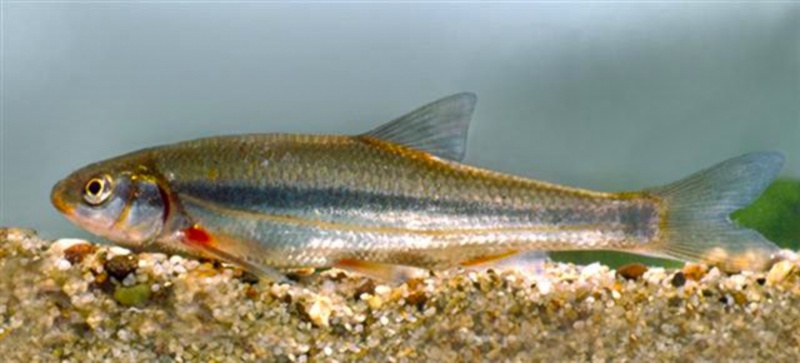
Telestes souffia

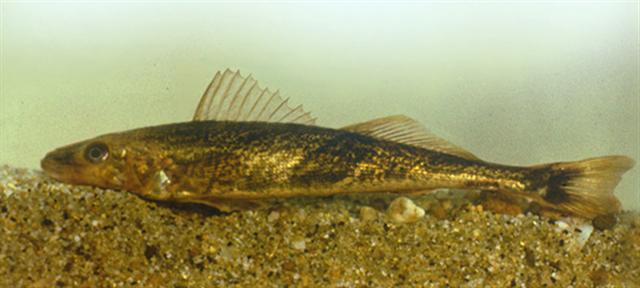
Zingel zingel

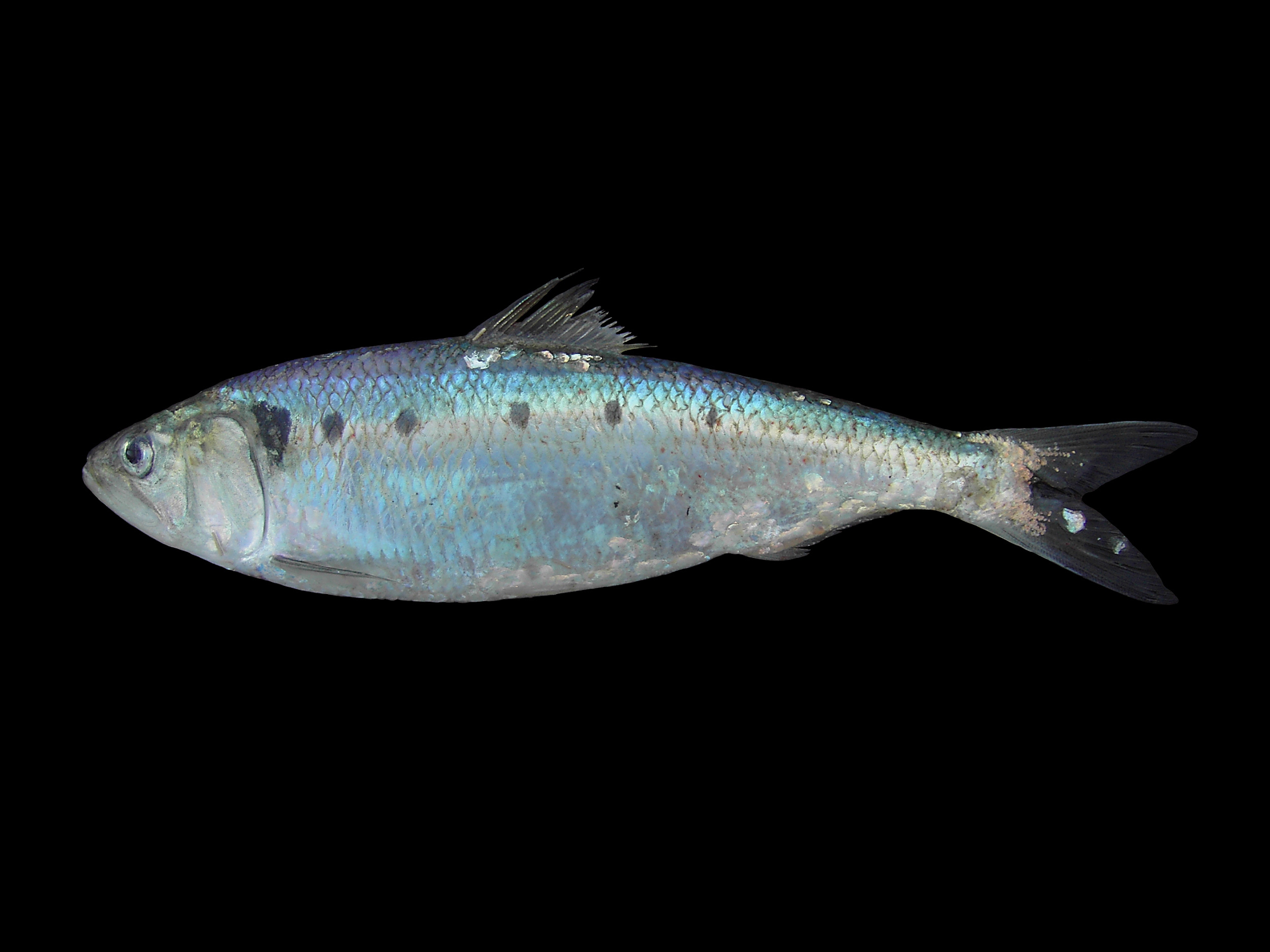
Alosa fallax

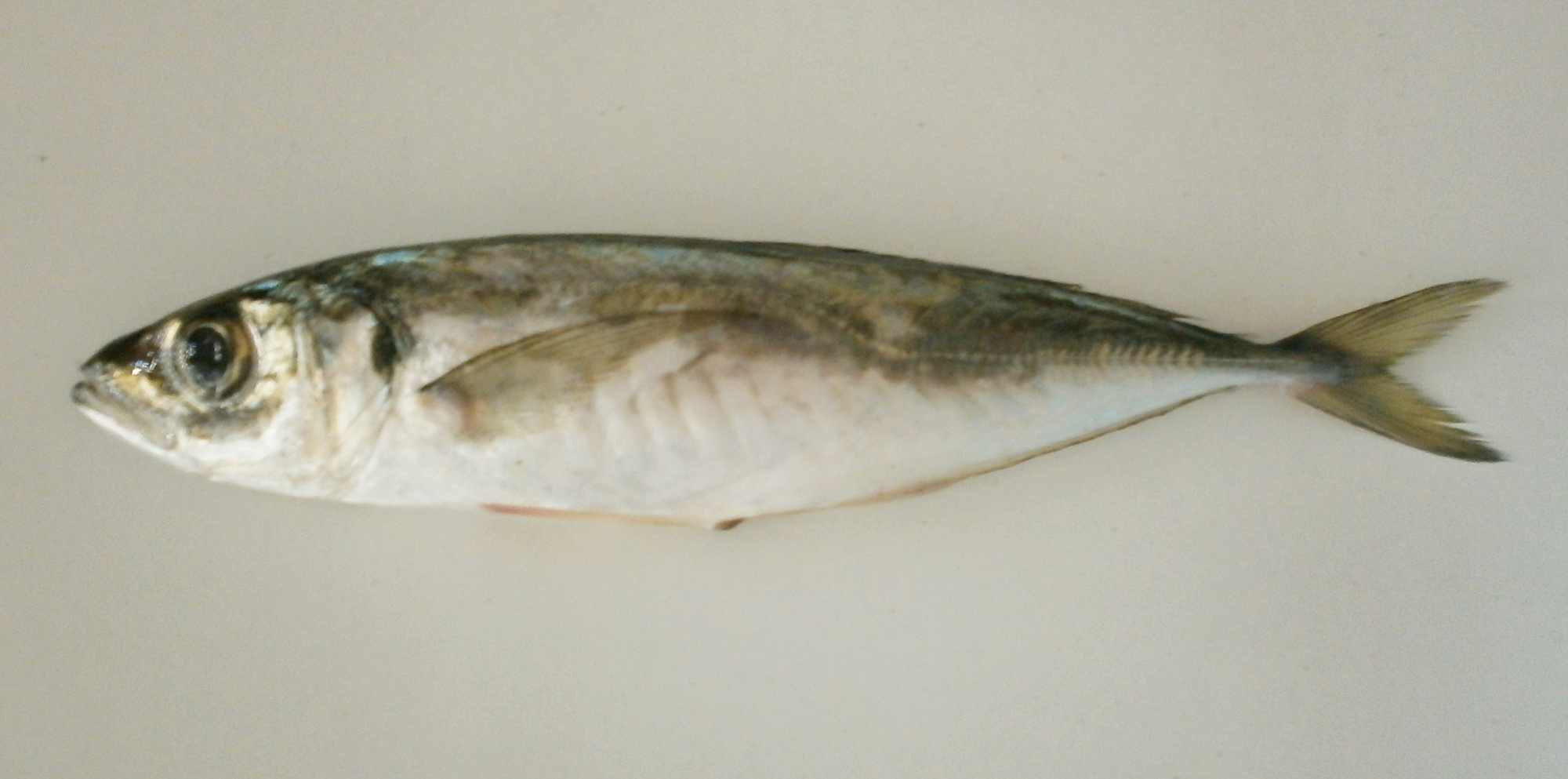
Sorell blancal (Trachurus mediterraneus)

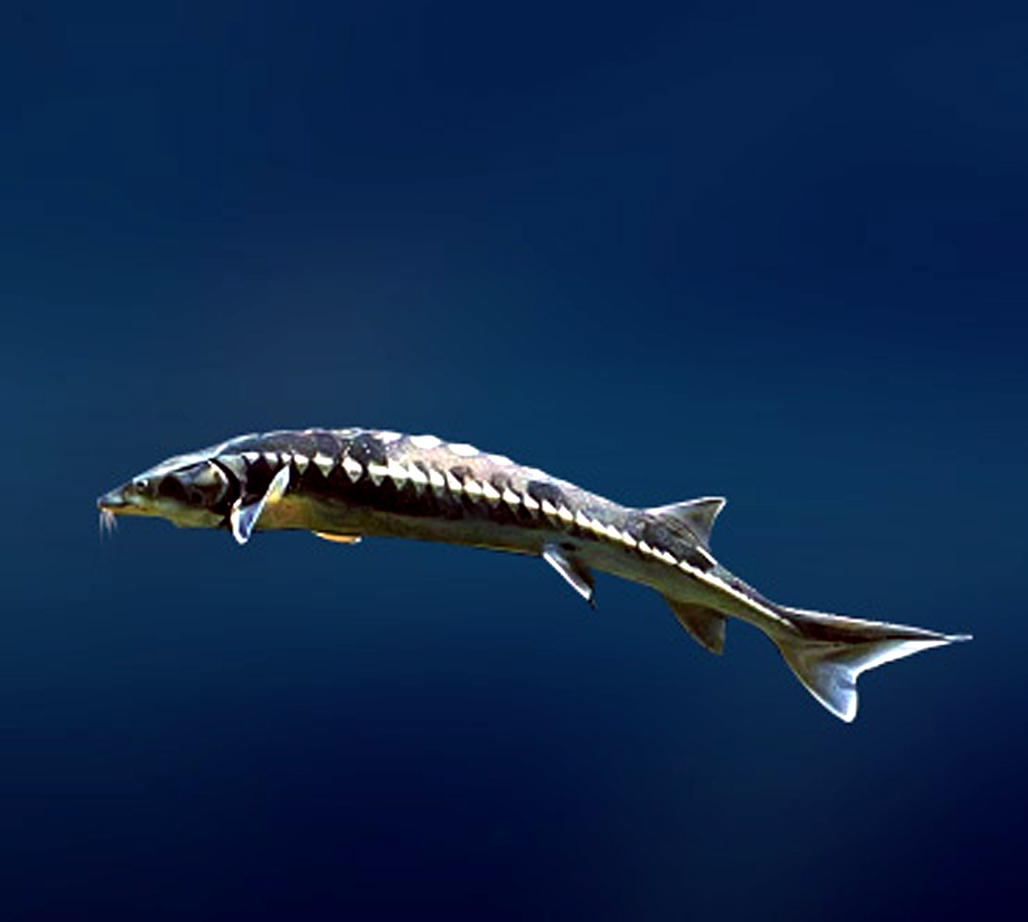
Esturió comú (Acipenser sturio)

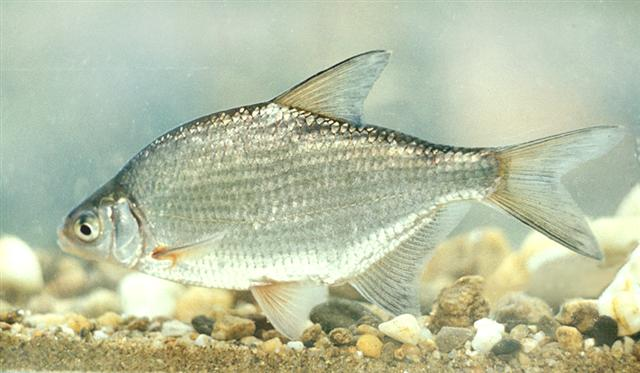
Blicca bjoerkna

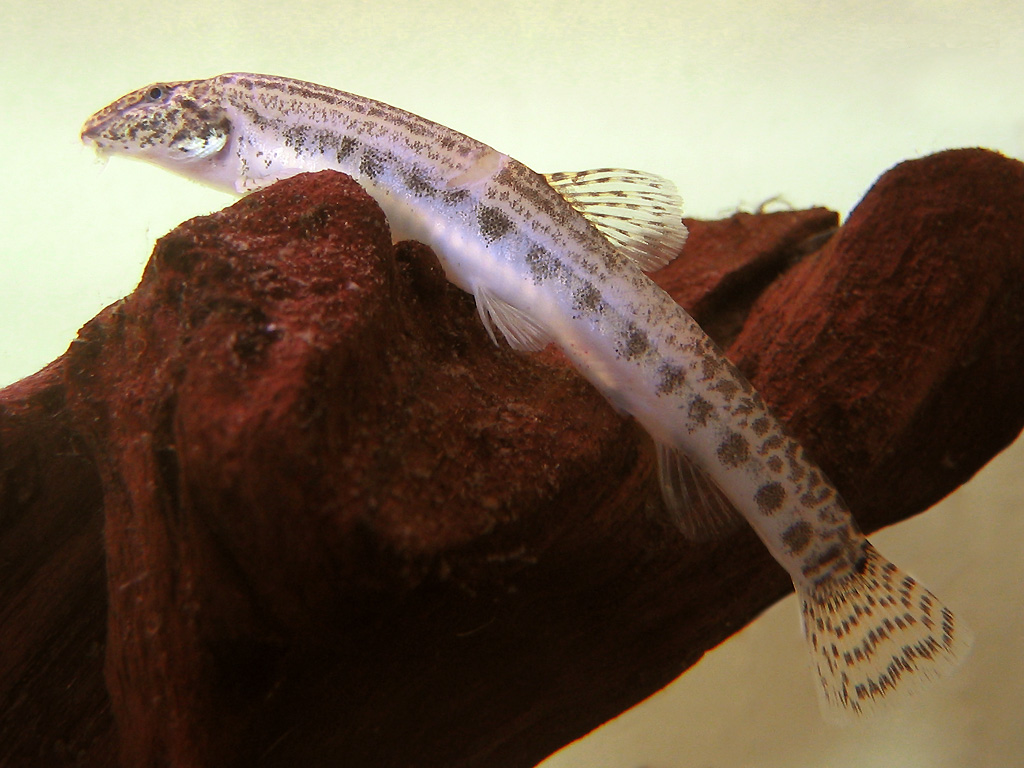
Gatet (Cobitis taenia)

Aquesta llista de peixos d'Ucraïna inclou 239 espècies de peixos que es poden trobar actualment a Ucraïna ordenades per l'ordre alfabètic de llur nom científic.

## A
- Abramis brama
- Acipenser gueldenstaedtii
- Acipenser nudiventris
- Acipenser ruthenus
- Acipenser stellatus
- Acipenser sturio
- Aidablennius sphynx
- Alburnoides bipunctatus
- Alburnoides fasciatus
- Alburnoides maculatus
- Alburnoides rossicus
- Alburnus alburnus
- Alburnus chalcoides
- Alburnus leobergi
- Alburnus mentoides
- Alburnus sarmaticus
- Alosa caspia caspia
- Alosa fallax
- Alosa immaculata
- Alosa maeotica
- Alosa tanaica
- Ameiurus nebulosus
- Anguilla anguilla
- Aphia minuta
- Argyrosomus regius
- Arnoglossus kessleri
- Atherina boyeri
- Atherina hepsetus
- Auxis rochei

## B
- Babka gymnotrachelus
- Ballerus ballerus
- Ballerus sapa
- Barbatula barbatula
- Barbus barbus
- Barbus borysthenicus
- Barbus carpathicus
- Barbus cyclolepis
- Barbus meridionalis
- Barbus tauricus
- Barbus waleckii
- Belone belone
- Benthophiloides brauneri[1]
- Benthophilus magistri
- Benthophilus nudus
- Benthophilus stellatus
- Blennius ocellaris
- Blicca bjoerkna
- Boops boops

## C
- Callionymus fasciatus
- Callionymus pusillus
- Callionymus risso
- Carassius auratus
- Carassius carassius
- Carassius gibelio
- Caspiosoma caspium
- Chelidonichthys cuculus
- Chelidonichthys lucerna
- Chondrostoma nasus
- Chromis chromis
- Chromogobius quadrivittatus
- Clupeonella cultriventris
- Cobitis taenia
- Cobitis tanaitica
- Cobitis taurica
- Conger conger
- Coregonus albula
- Coregonus peled
- Coryphoblennius galerita
- Cottus gobio
- Cottus microstomus
- Cottus poecilopus
- Ctenolabrus rupestris
- Ctenopharyngodon idella
- Cyprinus carpio

## D
- Dactylopterus volitans
- Dasyatis pastinaca
- Dicentrarchus labrax
- Diplecogaster bimaculata
- Diplodus annularis
- Diplodus puntazzo
- Diplodus sargus sargus

## E
- Engraulis encrasicolus
- Epinephelus caninus
- Epinephelus costae
- Esox lucius
- Eudontomyzon danfordi
- Eudontomyzon mariae
- Euthynnus alletteratus
- Eutrigla gurnardus

## G
- Gaidropsarus mediterraneus
- Gambusia affinis
- Gasterosteus aculeatus
- Gobio brevicirris
- Gobio carpathicus
- Gobio delyamurei[2]
- Gobio gobio
- Gobio krymensis
- Gobio sarmaticus
- Gobius cobitis
- Gobius niger
- Gobius paganellus
- Gymnammodytes cicerelus
- Gymnocephalus acerina
- Gymnocephalus cernua
- Gymnocephalus schraetser
- Gymnura altavela

## H
- Hippocampus guttulatus
- Hippocampus hippocampus
- Hucho hucho
- Huso huso
- Hypophthalmichthys molitrix
- Hypophthalmichthys nobilis

## I
- Istiophorus albicans

## K
- Knipowitschia caucasica
- Knipowitschia longecaudata

## L
- Lepadogaster candolii
- Lepadogaster lepadogaster
- Lepidopus caudatus
- Lepomis gibbosus
- Leucaspius delineatus
- Leuciscus aspius
- Leuciscus danilewskii
- Leuciscus idus
- Leuciscus leuciscus
- Liza aurata
- Liza haematocheila
- Liza ramada
- Liza saliens
- Lophius piscatorius
- Lota lota

## M
- Merlangius merlangus
- Mesogobius batrachocephalus
- Microlipophrys adriaticus
- Micropterus salmoides
- Misgurnus fossilis
- Mugil cephalus
- Mullus barbatus barbatus
- Mullus barbatus ponticus
- Mullus surmuletus
- Mylopharyngodon piceus

## N
- Naucrates ductor
- Neogobius fluviatilis
- Neogobius melanostomus
- Nerophis ophidion

## O
- Oncorhynchus mykiss
- Ophidion rochei
- Oryzias sinensis

## P
- Pagellus erythrinus
- Parablennius incognitus
- Parablennius sanguinolentus
- Parablennius tentacularis
- Parablennius zvonimiri
- Pegusa lascaris
- Pelecus cultratus
- Perca fluviatilis
- Percarina demidoffii
- Percarina maeotica
- Perccottus glenii
- Petroleuciscus borysthenicus
- Phoxinus phoxinus
- Platichthys flesus
- Pomatomus saltatrix
- Pomatoschistus marmoratus
- Pomatoschistus minutus
- Ponticola cephalargoides
- Ponticola eurycephalus
- Ponticola kessleri
- Ponticola platyrostris
- Ponticola ratan
- Ponticola syrman
- Proterorhinus marmoratus
- Proterorhinus nasalis
- Proterorhinus semilunaris
- Proterorhinus tataricus[3]
- Pseudorasbora parva
- Pungitius platygaster

## R
- Raja clavata
- Rhodeus amarus
- Rhynchocypris percnurus
- Romanogobio antipai
- Romanogobio belingi
- Romanogobio kesslerii
- Romanogobio tanaiticus
- Romanogobio uranoscopus
- Rutilus frisii
- Rutilus rutilus

## S
- Sabanejewia aurata
- Sabanejewia balcanica
- Sabanejewia baltica
- Salaria pavo
- Salmo labrax
- Sander lucioperca
- Sander marinus
- Sander volgensis
- Sarda sarda
- Sardina pilchardus
- Sardinella aurita
- Scardinius erythrophthalmus
- Sciaena umbra
- Scomber scombrus
- Scophthalmus maeoticus
- Scophthalmus maximus
- Scophthalmus rhombus
- Scorpaena porcus
- Serranus scriba
- Silurus glanis
- Sphyraena sphyraena
- Spicara maena
- Spicara smaris
- Sprattus sprattus
- Squalius cephalus
- Squalus acanthias
- Symphodus cinereus
- Symphodus ocellatus
- Symphodus roissali
- Symphodus rostratus
- Symphodus tinca
- Syngnathus abaster
- Syngnathus acus
- Syngnathus schmidti
- Syngnathus tenuirostris
- Syngnathus typhle
- Syngnathus variegatus

## T
- Telestes souffia
- Thunnus thynnus
- Thymallus thymallus
- Tinca tinca
- Trachinus draco
- Trachurus mediterraneus
- Trachurus trachurus
- Tripterygion tripteronotum

## U
- Umbra krameri
- Umbrina cirrosa

## V
- Vimba vimba

## X
- Xiphias gladius

## Z
- Zeus faber
- Zingel streber
- Zingel zingel
- Zosterisessor ophiocephalus[4]